# Korolupy
Korolupy (en allemand : Kurlupp) est une commune du district de Znojmo, dans la région de Moravie-du-Sud, en République tchèque. Sa population s'élevait à 158 habitants en 2020.

## Géographie
Korolupy se trouve à 12 km au sud-est de Jemnice, à 31 km à l'ouest-nord-ouest de Znojmo, à 77 km à l'ouest-sud-ouest de Brno et à 155 km au sud-est de Prague.
La commune est limitée par Kostníky et Vysočany au nord, par Oslnovice à l'est, par Podhradí nad Dyjí au sud, et par Uherčice et Lubnice à l'ouest.

## Histoire
La première mention écrite de la localité date de 1372.